# Gallner

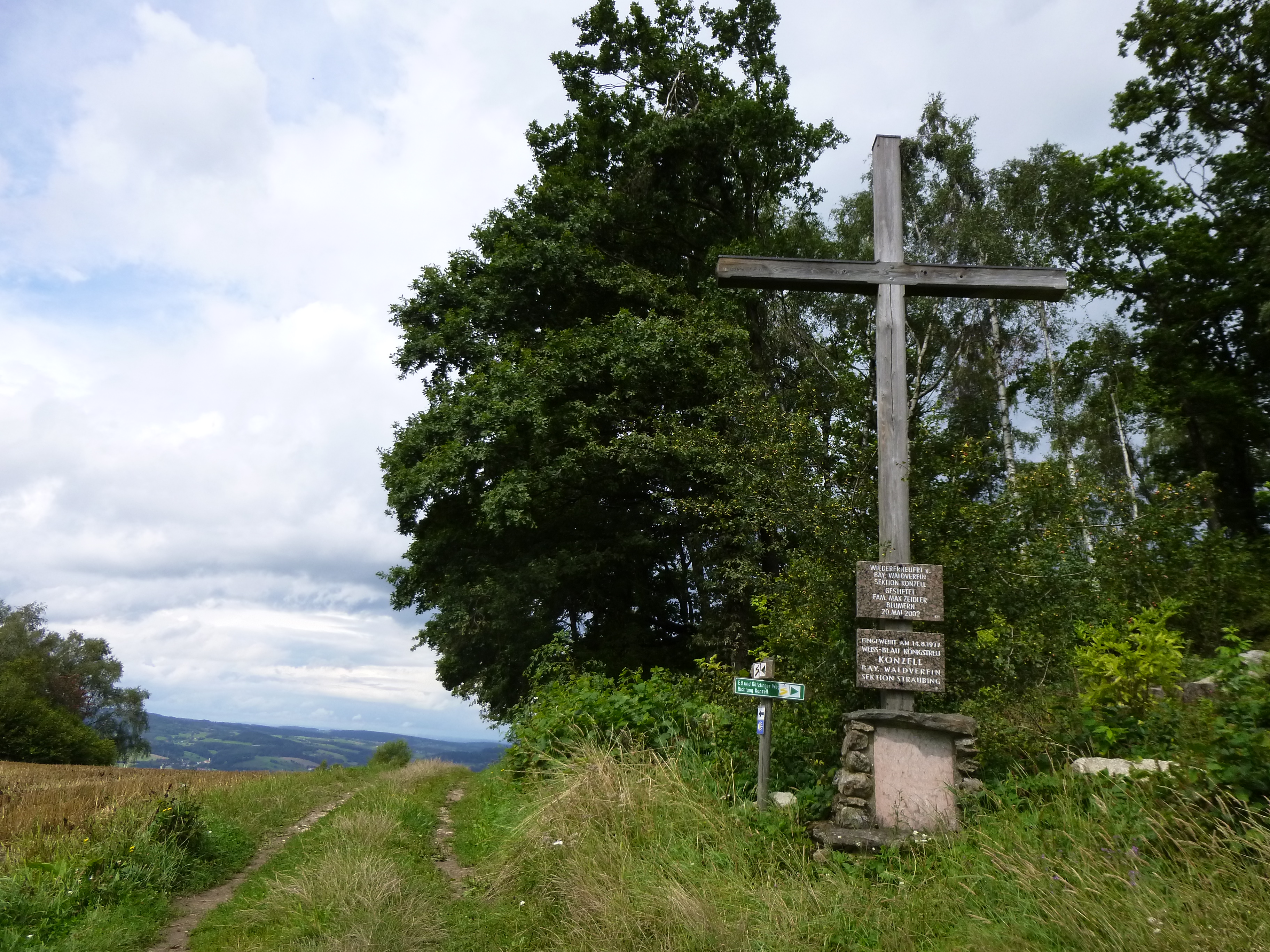
Kreuz nahe der Ortschaft Gallner (Konzell)

Der Gallner (Gallner Berg: 709 m ü. NHN) ist ein Bergrücken bei Konzell im Bayerischen Wald in West-Ost-Ausrichtung zwischen dem Tal der Kinsach im Westen und dem Menachtal. Über ihn verläuft der Europäische Fernwanderweg E8.
Charakteristisch sind seine drei fast gleich hohen Kuppen: Gallner Berg (709 m, ⊙), Kühleite (704 m, ⊙) und Blumerberg (684 m, ⊙). Namensgebend für den Gallner war seine Bedeutung als Bergweide für das Jungvieh oder Galtvieh.
Der Gipfelbereich und die Nord- und Osthänge sind auf dem Gebiet der Gemeinde Konzell gelegen. Am Südhang sind Haibach, Haselbach und Rattiszell die Anliegerkommunen. Der Westhang liegt im Gemeindegebiet von Stallwang.
Nordwestlich des Gipfels des Gallner Bergs auf etwa 630 Meter Höhe liegt die Einöde Gallner, ein Ortsteil der Gemeinde Konzell. Hier befindet sich die Ende des 15. Jahrhunderts errichtete Filialkirche Sankt Sixtus.

## Geschichte
Eine alte Namensform des Höhenzuges zu Beginn des 18. Jahrhunderts lautete Goldner.